# Arquitetura do Antigo Egito
A Arquitetura do Egito Antigo é a arquitetura de uma das civilizações mais influentes ao longo da história, que desenvolveu uma vasta gama de estruturas diversas e grandes monumentos arquitetônicos ao longo do Nilo, incluindo pirâmides e templos, no período entre 4,000 e 30 a.C. Os egípcios demonstram nas suas manifestações artísticas uma profunda religiosidade, dando um caráter monumental aos templos e às construções mortuárias, notabilizando-se entre elas as pirâmides, construídas de pedra, quando todas as comunidades ao longo do rio Nilo são unificadas em um único Império (cerca de 3 200 a.C.).
A primeira pirâmide foi construída pelo arquiteto Imotepe, como a tumba de Djoser, fundador da III dinastia, em Sacara. A chamada pirâmide de degraus não passa, na realidade, de uma construção constituída de túmulos primitivos (mastabas), cujas formas se assemelhavam a um tronco de pirâmide, que continuaram a ser construídas para tumbas de nobres e outros grandes funcionários do Estado. As pirâmides mais conhecidas são a de Quéops, Quéfren e Miquerinos, da IV dinastia, já com a forma geométrica que conhecemos, apontadas pelo poeta grego Antípatro no século II a.C. como uma das Sete Maravilhas do Mundo Antigo.

## Características

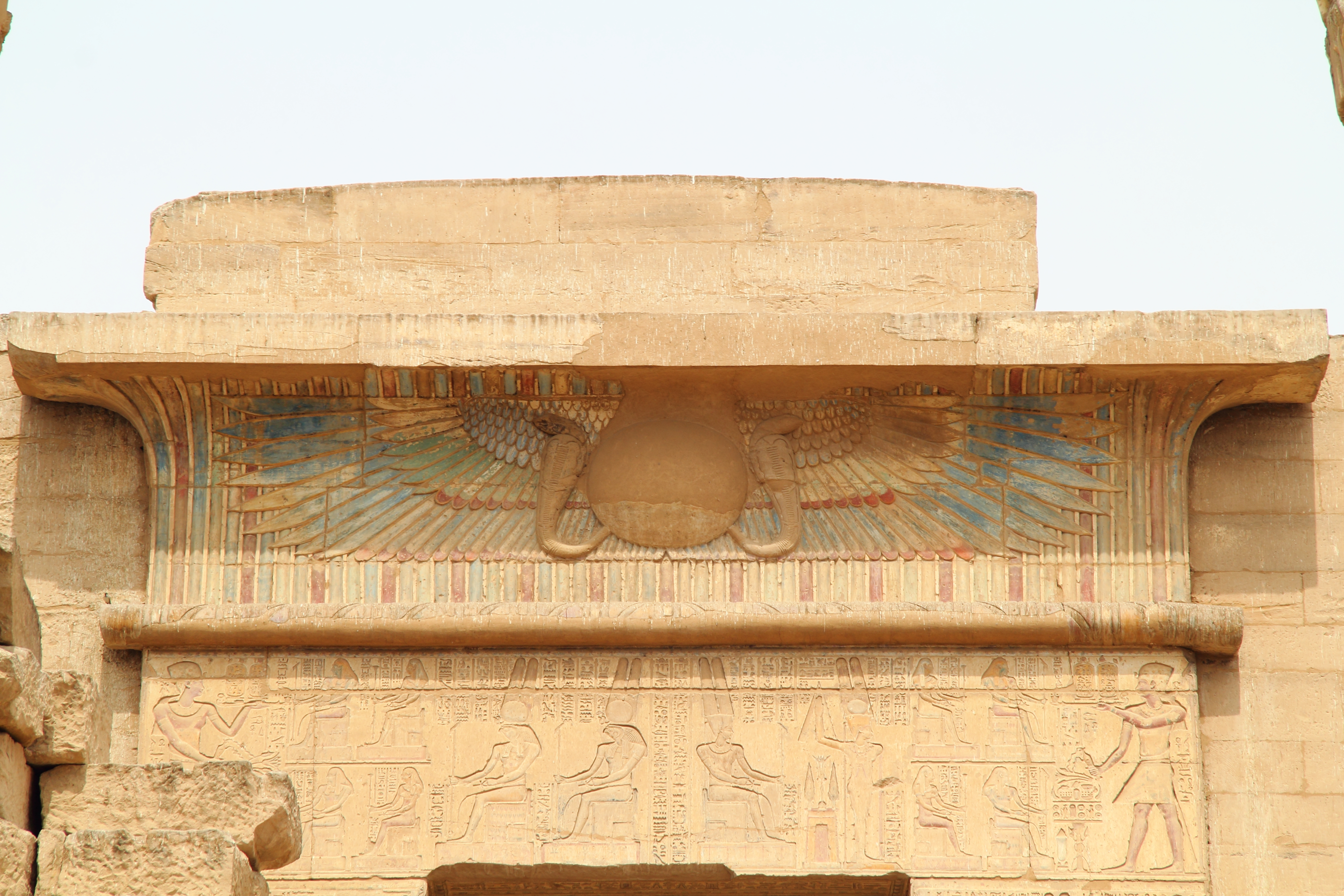
Sol alado num caveto (antequino) do complexo do templo Medinet Habu. O sol alado representa uma forma do deus falcão Hórus, filho de Ísis, triunfante sobre seus inimigos. A imagem também era um amuleto de proteção comum nas entradas dos templos.
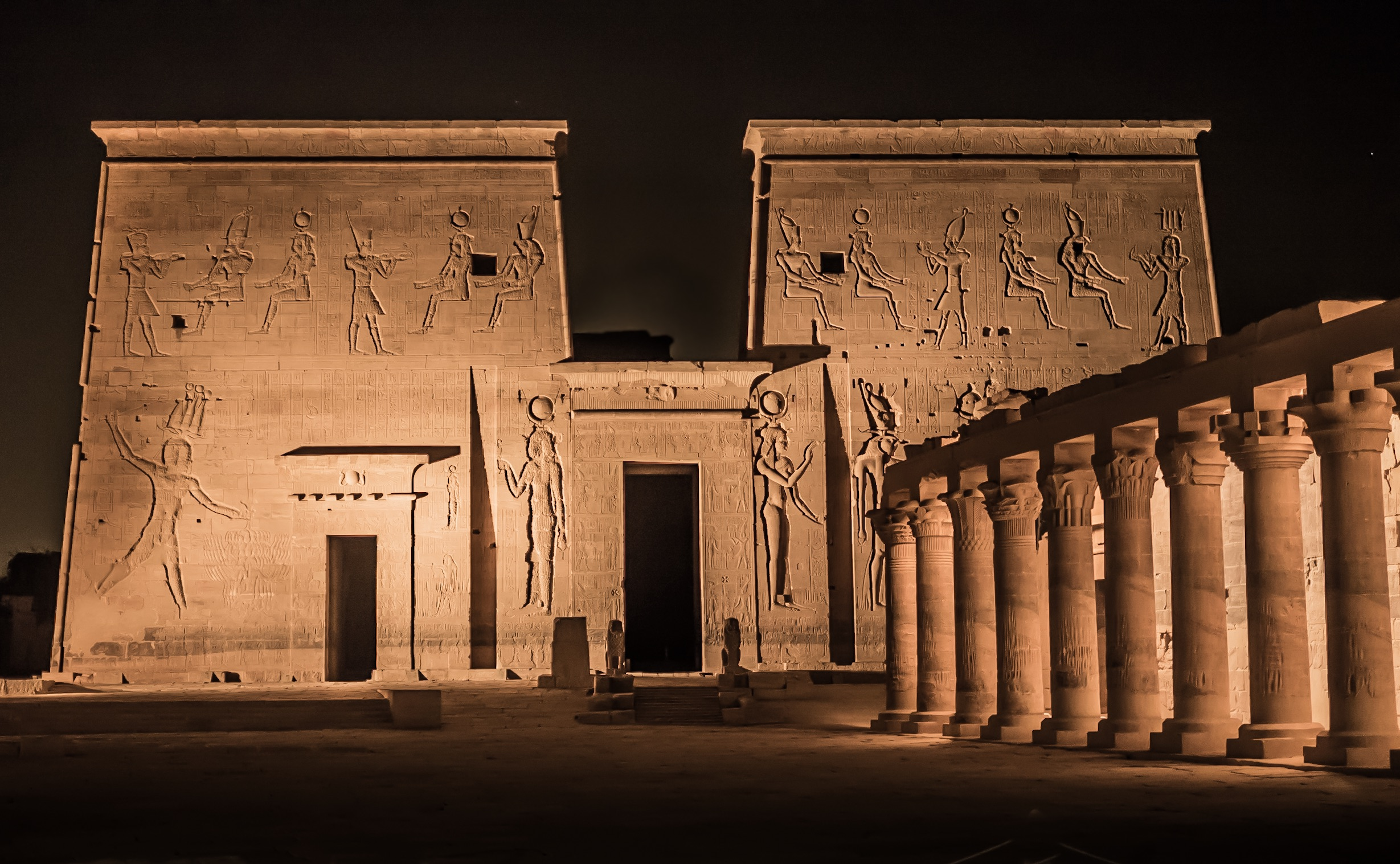
Templo de Ísis, que ainda se encontra bem preservado, de Philae (Egito), com um pilão (um monumental portão de um templo egípcio)

Devido à escassez de madeira, os dois materiais de construção predominantes utilizados no antigo Egito eram tijolos de barro cozidos ao sol e pedra , principalmente calcário, mas também arenito e granito em quantidades consideráveis. Desde o Império Antigo, a pedra era geralmenteutilizada em tumbas e templos, enquanto os tijolos eram usados até mesmo para palácios reais, fortalezas, paredes de recintos de templos e cidades, e para edifícios secundários em complexos de templos. O núcleo das pirâmides consistia em pedras extraídas em locais próximos, tijolos de barro, areia ou cascalho. Para o revestimento foram utilizadas pedras que tiveram de ser transportadas de mais longe, predominantemente calcário branco de Tura e granito vermelho do alto Egito.
As antigas casas egípcias eram feitas de lama colhida nas margens húmidas do rio Nilo. Era colocada em moldes e deixada secar ao sol quente para endurecer para uso na construção. Quando os tijolos eram usados numa tumba real como uma pirâmide, os tijolos do exterior eram cinzelados e polidos no acabamento.
Muitas cidades egípcias desapareceram porque estavam situadas perto da área cultivada do Vale do Nilo e foram inundadas à medida que o leito do rio subiu lentamente durante os milhares de anos, noutros casos os tijolos de barro e tijolos secos ao sol com os quais foram construídas acabaram por ser usados pelos camponeses como fertilizante. Outras construções são simplesmente inacessíveis, já que foram erguidos novos edifícios sobre os edifícios antigos. No entanto, o clima seco e quente do Egito preservou algumas estruturas de tijolos de barro. Os exemplos incluem a aldeia Deir al-Madinah, a cidade do Império Médio em Kahun, e as fortalezas de Buhen e Mirgissa. Além disso, muitos templos e tumbas sobreviveram porque foram construídos em terrenos elevados, não afetados pela enchente do Nilo, construídos em pedra.
Assim, a nossa compreensão da arquitetura egípcia antiga baseia-se principalmente em monumentos religiosos, estruturas maciças caracterizadas por paredes espessas e inclinadas com poucas aberturas, possivelmente ecoando um método de construção utilizado para obter estabilidade em paredes de barro. De modo semelhante, o adorno da superfície incisa e modelada de forma plana dos edifícios de pedra pode ter derivado da ornamentação das paredes de barro. Embora o uso do arco tenha sido desenvolvido durante a IV dinastia, todos os edifícios monumentais são construções de postes e vergas, com telhados planos construídos com enormes blocos de pedra sustentados pelas paredes exteriores e pelas colunas espaçadas.
As paredes exteriores e interiores, bem como as colunas e pilares, eram cobertas por afrescos hieroglíficos e pictóricos e esculturas pintadas em cores brilhantes. Muitos motivos da ornamentação egípcia são simbólicos, como o escaravelho, ou besouro sagrado, o disco solar e o abutre. Outros motivos comuns incluem folhas de palmeira, a planta papiro e os botões e flores do lótus. Os hieróglifos eram inscritos para fins decorativos, bem como para registrar eventos históricos ou feitiços. Além disso, esses afrescos pictóricos e esculturas permitem-nos compreender como viviam os antigos egípcios, o seu status, as guerras travadas e as suas crenças. Isto verificou-se especialmente nos últimos anos, ao explorar os túmulos de oficiais do Antigo Egito.
Os antigos templos egípcios estavam alinhados com eventos astronomicamente importantes, como solstícios e equinócios, exigindo medições precisas no momento de cada evento específico. As medições nos templos mais importantes eram realizadas cerimonialmente pelo próprio Faraó.

## Tipos de colunas

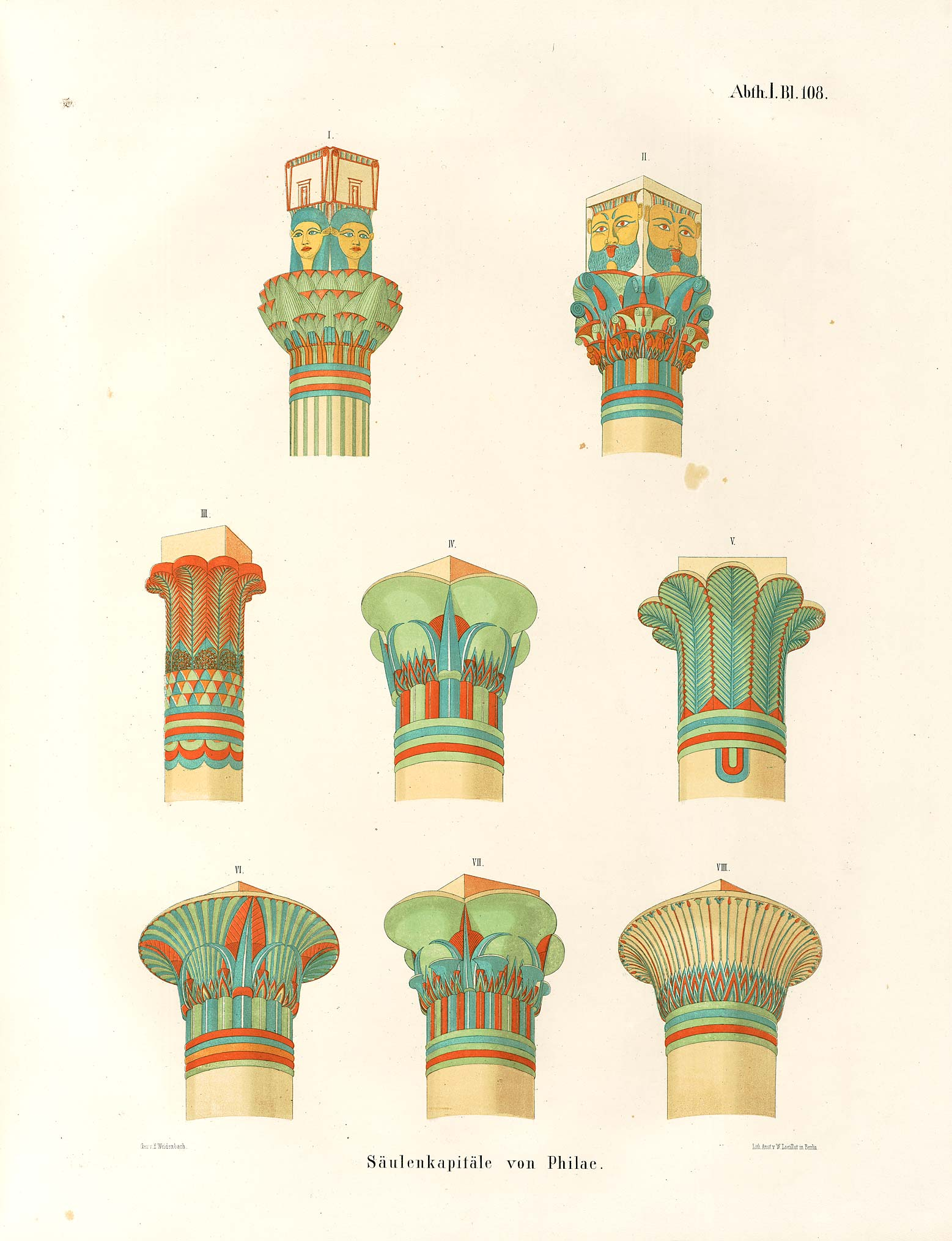
Ilustrações de vários tipos de capiteis, por volta de 1849-1859, desenhadas pelo egiptólogo Karl Richard Lepsius
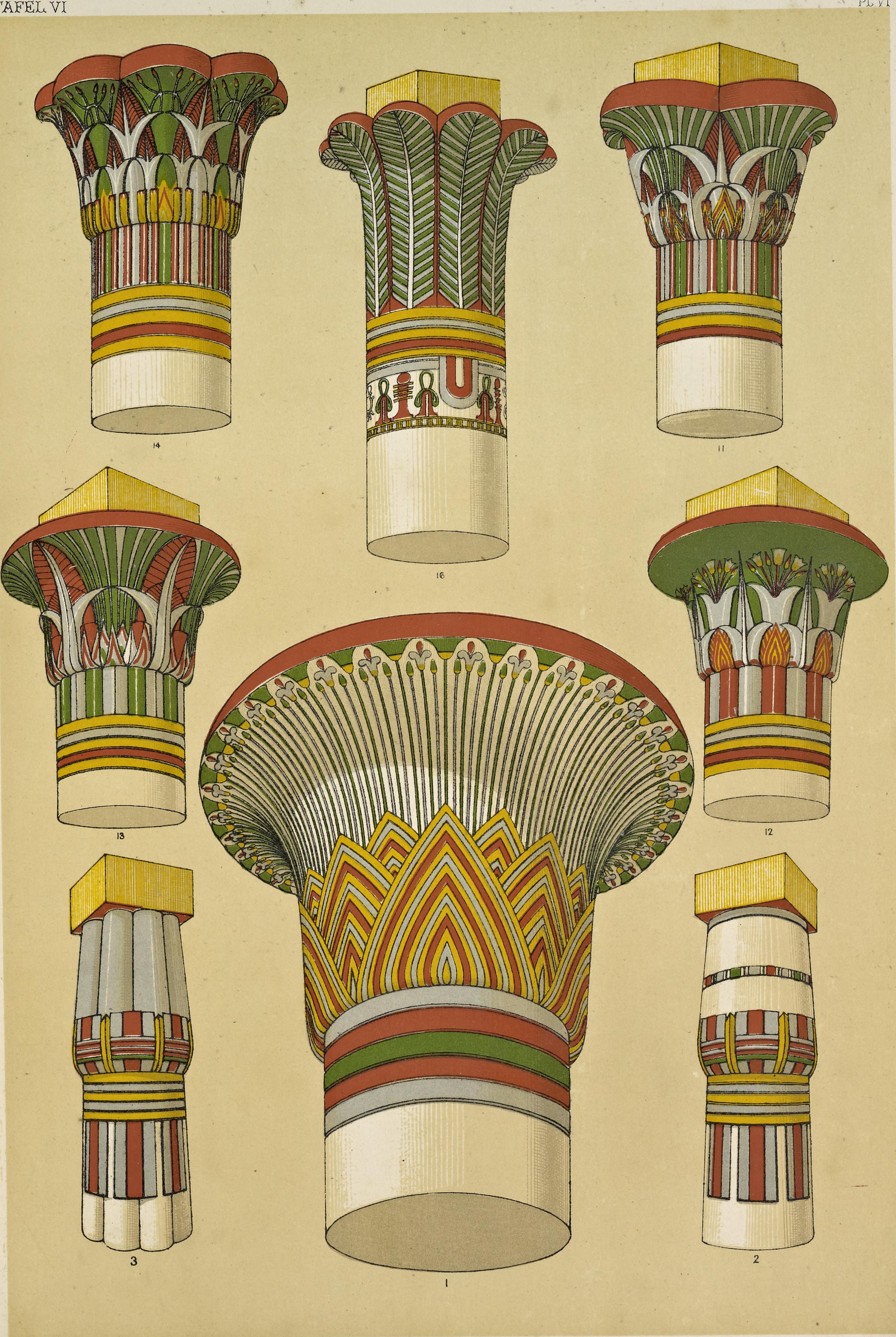
Ilustrações de capitais papiriformes, in A Gramática do Ornamento
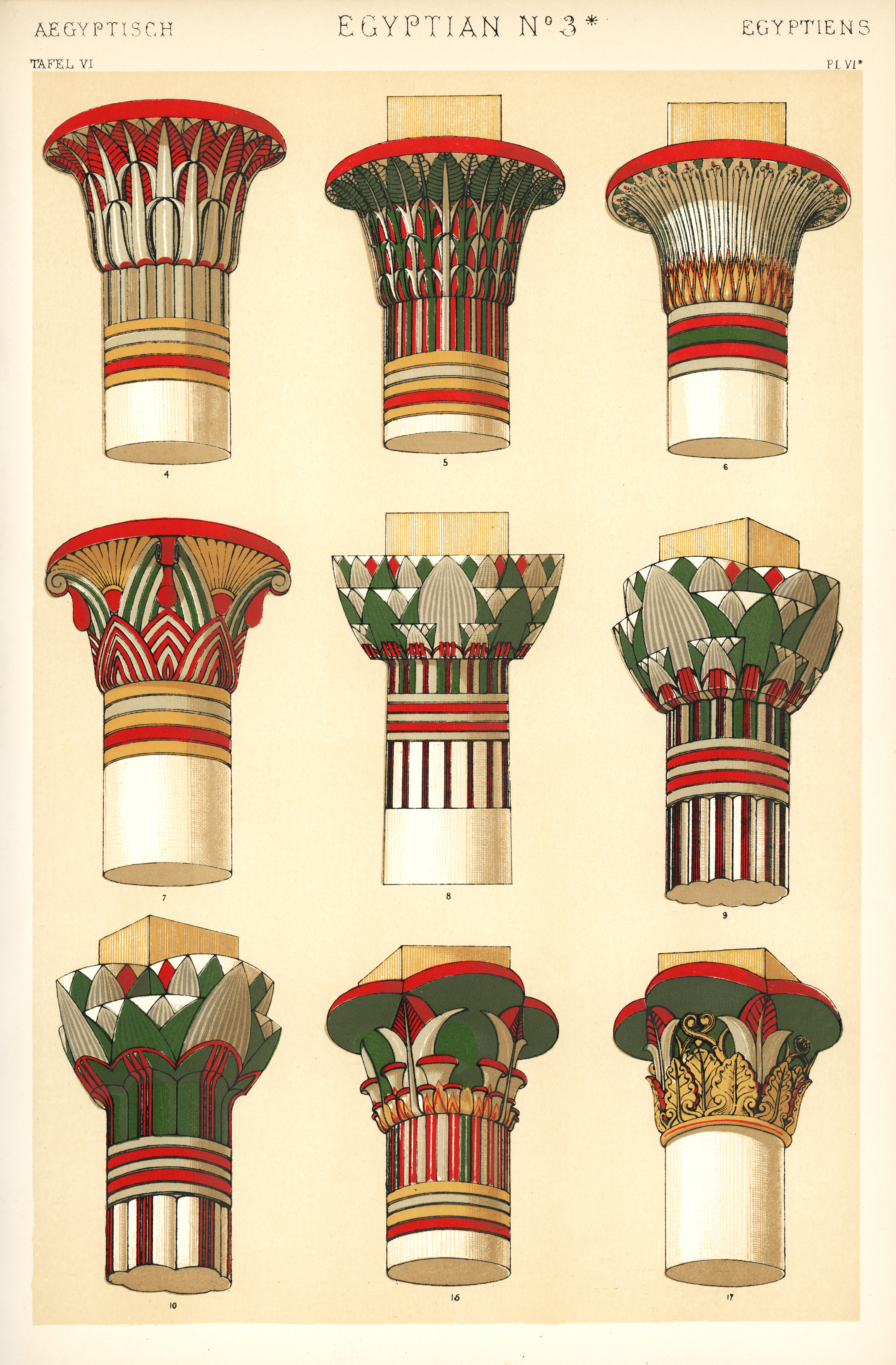
Ilustração de outros nove tipos de capitais, de The Grammar of Ornament
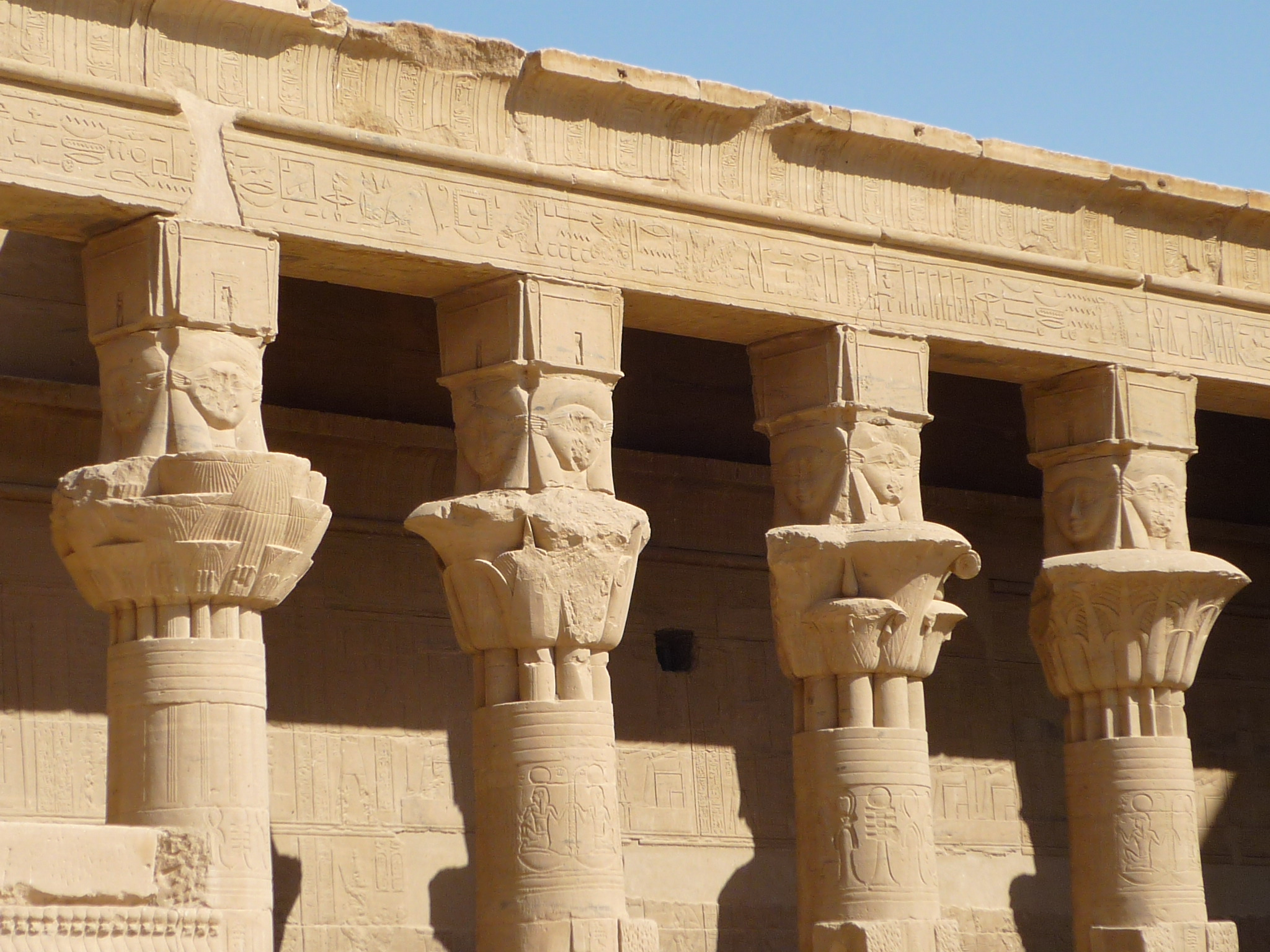
Colunas com capitéis Hatóricos, no Templo de Ísis, na ilha de Filas
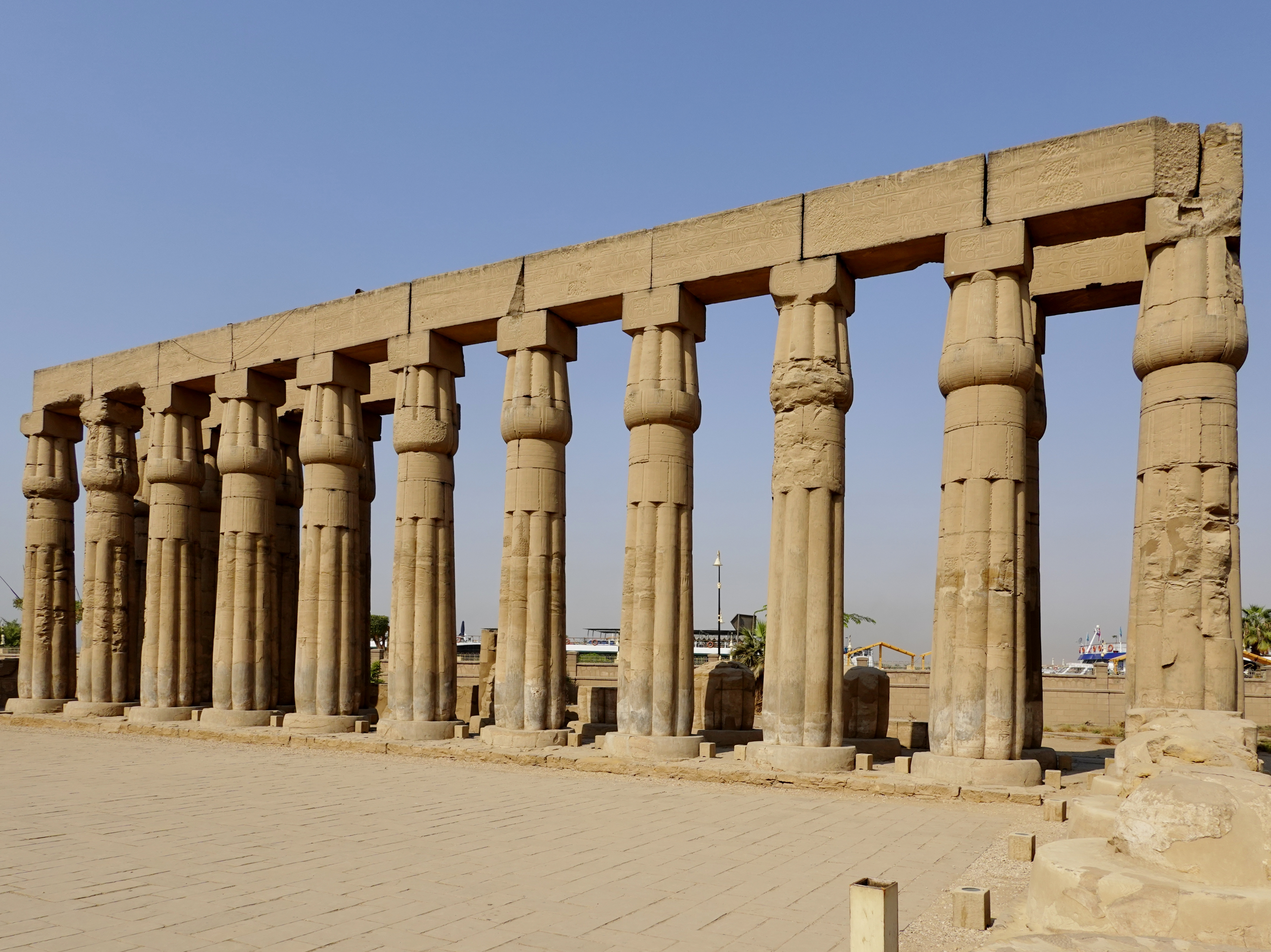
Colunas papiriformes no Templo de Luxor

Já em 2600 a.C. o arquiteto Imotepe fez uso de colunas de pedra cuja superfície foi esculpida para refletir a forma orgânica de canas empilhadas, como o papiro, o lótus e a palmeira; na arquitetura egípcia posterior, os cilindros facetados também eram comuns. Pensa-se que a sua forma deriva de santuários arcaicos construídos em cana. Esculpidas em pedra, as colunas eram ricamente decoradas com hieróglifos esculpidos e pintados, textos, imagens rituais e motivos naturais. As colunas egípcias são famosas no Grande Salão Hipostilo de Karnak (cerca de 1224 a.C.), onde 134 colunas estão alinhadas em 16 fileiras, algumas atingindo uma altura de 24 metros.
Os tipos de colunas egípcias são divididas conforme a sua capital. A ordem protodórica marca sob o Antigo Império a transição entre o pilar e a coluna:
• Palmiforme – inspirada na palmeira branca;
• Papiriforme - flores de papiro. O fuste da coluna papiriforme é igualmente fasciculado, desta vez em arestas vivas. Quando as umbrelas estão abertas, o capitel é chamado de campaniforme;
• Lotiforme – capitel representa um ramo de lótus com corolas fechadas e o fuste reproduz vários caules atados por um laço.

## Templos
Os templos são características das monarquias média e recente. Apresentam forma tripartida: pátio colunado, salas hipostilas e santuários. Podem ser aparentes, semi-enterrados (hemispasmos) ou no subterrâneos (spéus).
Os fatores geográficos para essas construções eram essenciais, no entanto, para a garantia da vida após a morte do faraó e pessoas importantes do reino. A localização privilegiada no vale do rio Nilo, com terras altamente férteis, devido às cheias anuais do rio, cercado por desertos e montanhas de pedra, também colaboraram para o recolhimento e lapidação das pedras das pirâmides.
Dos palácios e resilmeira na arquitetura civil.